# Luigi Aldemarisco
Luigi Aldemarisco o Ludovico Aldomorisco (fallecido en 1414), fue un noble napolitano, que fue mariscal del Reino de Nápoles, almirante de su flota y representante del rey Ladislao I en Hungría y Croacia.

## Biografía
Era hijo de Mattia Aldemarisco, un funcionario de la reina Juana I de Nápoles, y de su segunda esposa, Giselda Loderica.
En abril de 1384, participó en una campaña militar liderada por Carlos III de Nápoles contra Luis I de Anjou en la ciudad de Bari. Desde 1389 ostentó el título de mariscal del Reino de Nápoles y se convirtió en una figura clave en la corte del rey Ladislao I, quien lo nombró virrey de Croacia, Hungría y Eslavonia el 14 de julio de 1402.
En ese contexto, se iniciaba una rebelión contra el rey Segismundo de Hungría, liderada por el primado húngaro Iván Kanižaj y respaldada por el papa Bonifacio IX, partidario de Ladislao I. El papa instó a los líderes eclesiásticos de Hungría y Croacia a apoyar al monarca napolitano y envió al cardenal Angelo Acciaioli a acompañarlo a Dalmacia con amplios poderes. Ladislao también logró el respaldo neutral de Venecia, a la que ofreció ventajas comerciales en las ciudades dálmatas.
En julio de 1402, Aldemarisco llegó a Dalmacia al mando de una expedición militar con el objetivo de someter las ciudades de la región a la Corona napolitana. A finales de septiembre de ese año, se presentó en Zadar, que aceptó someterse  el 3 de septiembre. Con el apoyo del gran duque de Bosnia Hrvoje Vukčić Hrvatinić, también se unió la ciudad de Vrana el 12 de octubre. Esta adhesión fue facilitada por la traición de Emerico Bebek, antiguo ban de Croacia, quien abandonó a Segismundo y se pasó al bando de Ladislao.
Tras la caída de Vrana, comenzó un levantamiento general contra Segismundo en Croacia y Hungría. Aldemarisco conquistó la fortaleza de Ljubač el 20 de octubre y la ciudad de Šibenik el 19 de noviembre de 1402. Al no poder vencer la resistencia de Split, Dubrovnik y Kotor, optó por iniciar una campaña militar, logrando que Split reconociera al rey de Nápoles el 21 de diciembre de 1402, y luego también Kotor.
A principios de 1403, se sumaron a Ladislao las islas de Rab, Cres y el noble Nicolás IV Frankopan de Krk. Solo Dubrovnik se mantuvo firme en su autonomía. Como virrey de toda la costa dálmata, Aldemarisco facilitó la llegada del rey a la región en julio de 1403 y regresaron a Nápoles a comienzos de agosto.
En 1407 se le otorgó, de manera honoraria, el título de gran almirante. En 1409, tras recibir el título de virrey por parte de Ladislao, regresó a Dalmacia para proteger los últimos territorios del reino y asumir el papel del duque Hrvoje. Sin embargo, su flota fue derrotada por los navíos de Dubrovnik en una batalla naval entre Korčula y el canal de Ston, lo que acabó con las aspiraciones de Ladislao al trono húngaro. Aldemarisco falleció en 1414 en Nápoles.
En 1421, el escultor Antonio Baboccio da Piperno le dedicó un monumento en la basílica de San Lorenzo Maggiore de Nápoles, con una inscripción en francés que enaltece sus méritos.